# じゃんぺん

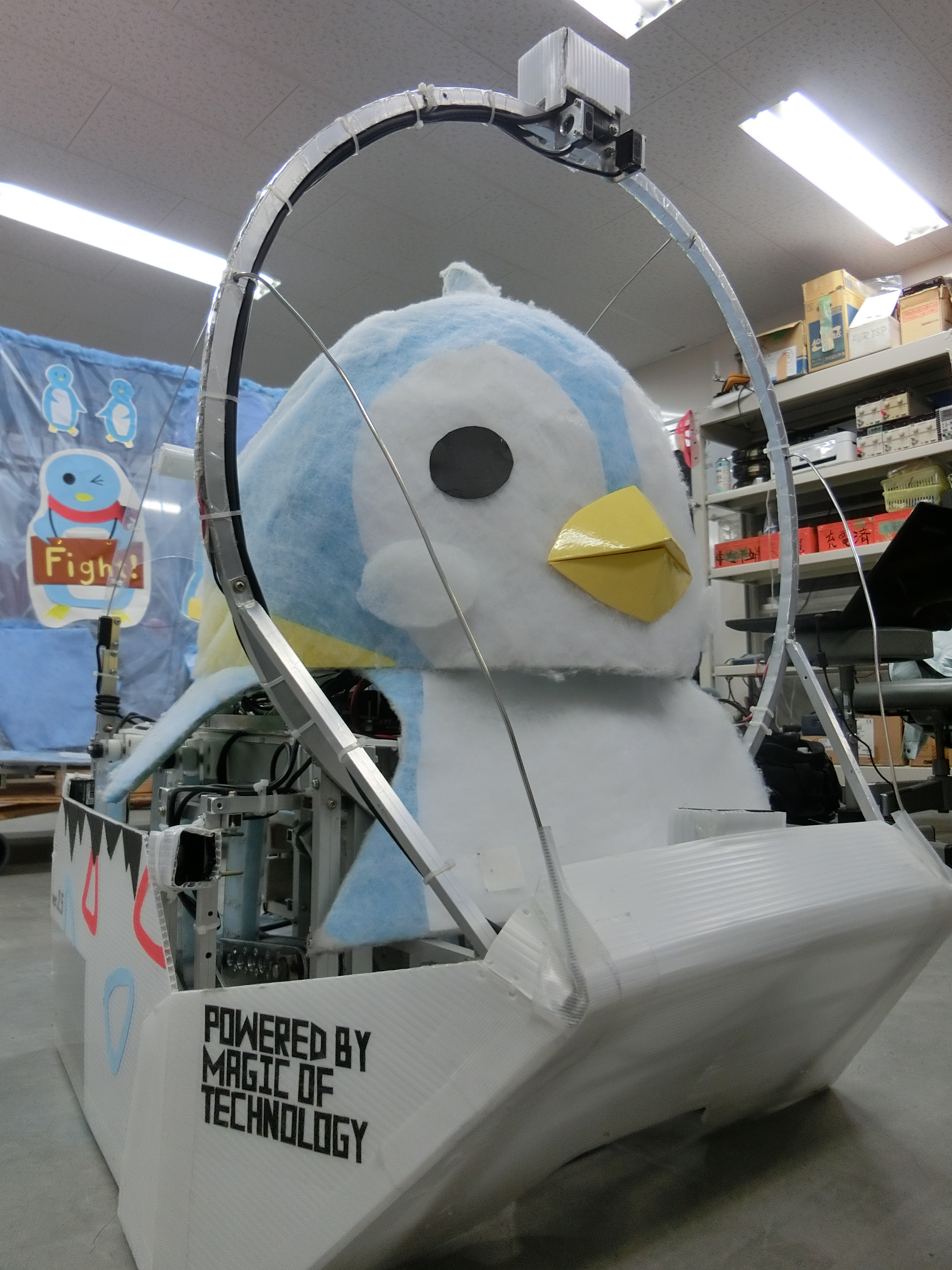
奈良高専の縄跳びロボット"じゃんぺん"。奥に映るのは縄回しロボット

じゃんぺん(英語:Jumpen)とは奈良工業高等専門学校の奈良高専ロボコンプロジェクトが制作したペンギン型のロボットである。アイデア対決・全国高等専門学校ロボットコンテスト2013(第26回大会)「Shall We Jump?」に出場し、全国大会で準優勝した。異名として"瞬殺ペンギン"、"青い悪魔"など。

## 概要
高専ロボコン2013「Shall We Jump?」に出場するため、奈良高専Aチームにより製作された。全国優勝を目標として製作され、地区大会で優勝、全国大会では準優勝の結果を残した。地区大会での最多ジャンプ回数、全国大会での最速クリアタイム・最多ジャンプ回数の記録を持つ。大会終了後も、北米高専ロボットツアー、ニコニコ超会議、その他実演イベントに出演している。

## 沿革

### 地区大会
2013年10月13日に開催された高専ロボコン2013「Shall We Jump?」近畿地区大会に出場。準決勝にて和歌山高専Bチームと対戦した際、競技中に連続ジャンプ107回を記録した。これは本大会の全地区における最多回数となった。決勝では同じく勝ち進んだ同校Bチームと対戦して勝利し、地区大会優勝を果たした。また地区大会優勝により、自動的に全国大会への出場権を手にした。

### 全国大会
2013年11月24日に開催された高専ロボコン2013「Shall We Jump?」全国大会に出場。1回戦にて福島高専と対戦した際、5回ジャンプまでのクリアタイム20秒を記録した(1回戦から3回戦では特定回数のジャンプ達成のクリアタイムにより、準決勝以降では連続ジャンプの回数により勝敗が決められた)。これは出場した全ロボットにおける最速タイムとなった。また準決勝にて米子高専と対戦した際、連続ジャンプ回数155回を記録した。これは出場した全ロボットにおける最多ジャンプ数となった。これらの記録が他高専の記録を大幅に上回るものとなったことが、"瞬殺ペンギン"などの異名が付けられるきっかけとなった。全国優勝が期待されていたが、決勝ではセンサトラブルにより敗北し、準優勝に終わった。

### 北米高専ロボットツアー
2014年4月26日から5月9日にかけて実施された北米高専ロボットツアーに小山高専「フレンドルフィン」とともに参加。コロンビア大学、マサチューセッツ工科大学などの北米の大学を巡業し、ロボットのデモンストレーションを行った。

### ニコニコ超会議
2017年4月29日・30日に開催されたニコニコ超会議2017における超ロボコンステージに参加。2日間にわたりロボットのデモンストレーションおよび展示を行った。30日のステージで俳優・哀川翔がロボットの操縦体験を行う際、本機が用いられた。
また企画の1つとして小山高専「ケロミさん」・大分高専「跳べ！ライオン君！！」とともにギネス世界記録に挑戦。「1分間に最も多くロボットが縄跳びを飛んだ回数」106回でギネス世界記録に認定された。